# 피보나치 수의 일반화
피보나치 수는 다양한 형태로 일반화될 수 있다.

## 비슷한 수열들

### 뤼카 수
피보나치 수의 일반화인 뤼카 수는 다음과 같다.
U(0) = 0
U(1) = 1
U(n + 2) = PU(n + 1) − QU(n)
피보나치 수열은 P = 1 이고 Q = −1인 특수한 경우이다.

### 트리보나치 수
트리보나치 수는 다음의 점화식으로 정의된다.
{\displaystyle T_{n}:={\begin{cases}0&{\mbox{if }}n=0;\\0&{\mbox{if }}n=1;\\1&{\mbox{if }}n=2;\\T_{n-1}+T_{n-2}+T_{n-3}&{\mbox{if }}n>2.\\\end{cases}}}
일반적으로 트리보나치 수는 0, 0, 1로 시작하며, 다음 트리보나치 수는 바로 앞의 세 트리보나치 수의 합이 된다.
n=0, 0, 1로 시작하는 트리보나치 수는
0, 0, 1, 1, 2, 4, 7, 13, 24, 44, 81, 149, 274, 504, 927, 1705, 3136, 5768, 10609, ...
이다.

### 테트라나치 수
테트라나치 수는 다음의 전개식으로 정의된다.
{\displaystyle T_{n}:={\begin{cases}0&{\mbox{if }}n=0;\\0&{\mbox{if }}n=1;\\0&{\mbox{if }}n=2;\\1&{\mbox{if }}n=3;\\T_{n-1}+T_{n-2}+T_{n-3}+T_{n-4}&{\mbox{if }}n>3.\\\end{cases}}}
일반적으로 테트라나치 수는 0, 0, 0, 1로 시작되며, 다음 테트라나치 수는 바로 앞의 네 테트라나치 수의 합이 된다.
n=0, 0, 0, 1,...로 시작하는 테트라나치 수는
0, 0, 0, 1, 1, 2, 4, 8, 15, 29, 56, 108, 208, 401, 773, 1490, 2872, 5536, 10671, 20569, ...
이다.

### 펜타나치 수
펜타나치 수는 수학에서 아래 점화식으로 정의되는 수열로, 피보나치 수의 확장이다. (OEIS의 수열 A001591)
{\displaystyle P_{n}:={\begin{cases}0&{\mbox{if }}n=0;\\0&{\mbox{if }}n=1;\\0&{\mbox{if }}n=2;\\0&{\mbox{if }}n=3;\\1&{\mbox{if }}n=4;\\P_{n-1}+P_{n-2}+P_{n-3}+P_{n-4}+P_{n-5}&{\mbox{if }}n>4.\\\end{cases}}}
처음 몇 펜타나치 수는 다음과 같다.
0, 0, 0, 0, 1, 1, 2, 4, 8, 16, 31, 61, 120, 236, 464, 912, 1793, 3525, 6930, …

### 헥사나치 수
헥사나치 수(Hexanacci numbers)는 수학에서 다음의 점화식으로 정의되는 수열로, 피보나치 수의 확장이다. (OEIS의 수열 A001592)
{\displaystyle T_{n}:={\begin{cases}0&{\mbox{if }}n=0;\\0&{\mbox{if }}n=1;\\0&{\mbox{if }}n=2;\\0&{\mbox{if }}n=3;\\0&{\mbox{if }}n=4;\\1&{\mbox{if }}n=5;\\T_{n-1}+T_{n-2}+T_{n-3}+T_{n-4}+T_{n-5}+T_{n-6}&{\mbox{if }}n>5.\end{cases}}}
헥사나치 수는 0, 0, 0, 0, 0, 1로 시작하며, 다음 헥사나치 수는 바로 앞의 여섯 헥사나치 수의 합이 된다. 처음 몇 헥사나치 수는 다음과 같다.
0, 0, 0, 0, 0, 1, 1, 2, 4, 8, 16, 32, 63, 125, 248, 492, 976, 1936, 3840, 7617, …

### 헵타나치 수
헵타나치 수는 0, 0, 0, 0, 0, 0, 1로 시작하며, 다음 헵타나치 수는 바로 앞의 헵타나치 수 7개의 합이 된다. (OEIS의 수열 A122189)
0, 0, 0, 0, 0, 0, 1, 1, 2, 4, 8, 16, 32, 64, 127, 253, 504, 1004, 2000, 3984, 7936, …

### 그 외의 n-나치 수
이 외에도 펜타나치 수, 헥사나치 수, 헵타나치 수 등이 있다. n-나치 수들의 공통적인 특징은
- {\displaystyle n-1}개의 0과 1개의 1로 시작한다.
- 다음 수는 바로 앞의 n개의 수의 합이 된다.

또한 {\displaystyle n+2}번째 수부터 {\displaystyle 2n}번째 수까지는 2의 거듭제곱인 수들이다.